# ستارکوتش
ستارکوتش (به چکی: Starkoč) یک منطقهٔ مسکونی در جمهوری چک است که در ناحیه کوتنا هورا واقع شده‌است. ستارکوتش ۴٫۰۹ کیلومتر مربع مساحت و ۱۱۶ نفر جمعیت دارد و ۲۵۰ متر بالاتر از سطح دریا واقع شده‌است.